# Bartosz Ślusarski
Bartosz Ślusarski (Szamocin, 11 dicembre 1981) è un ex calciatore polacco, di ruolo attaccante.

## Carriera

### Club
Si è unito al Dyskobolia all'inizio del 2004 quando Grzegorz Rasiak si è rifiutato di rinnovare il contratto.
Ha trascorso la stagione 2006-2007 in prestito all'Uniao Leiria aiutandoli a qualificarsi per la Coppa Intertoto.
Il 24 agosto 2007, ha firmato un biennale con il West Bromwich. Ha fatto il suo debutto il 20 ottobre 2007 partendo dalla panchina, la partita è finita 3-2 per il Colchester United.
Il 20 novembre 2007 è andato in prestito al Blackpool. Una settimana più tardi, nella sua seconda partita ha segnato il suo primo gol nel calcio inglese, ma la partita è finita 3-1 per il Norwich City. Il 3 gennaio il Blackpool ha prolungato il suo prestito fino al 28 gennaio e il West Bromwich gli ha permesso di giocare per il Blackpool nel loro prossimo incontro di FA Cup.
Il 27 marzo 2008 è entrato a far parte dello Sheffield Wednesday in prestito. Il 26 aprile 2008 ha fatto il suo primo gol per lo Sheffield Wednesday contribuendo a non farli retrocedere.
Il 10 gennaio 2009 lascia il West Bromwich e si accasa al KS Cracovia.
Il 22 dicembre ritorna ufficialmente a far parte del Lech Poznań.

## Statistiche

### Cronologia presenze e reti in Nazionale
| Cronologia completa delle presenze e delle reti in nazionale ― Polonia | Cronologia completa delle presenze e delle reti in nazionale ― Polonia | Cronologia completa delle presenze e delle reti in nazionale ― Polonia | Cronologia completa delle presenze e delle reti in nazionale ― Polonia | Cronologia completa delle presenze e delle reti in nazionale ― Polonia | Cronologia completa delle presenze e delle reti in nazionale ― Polonia | Cronologia completa delle presenze e delle reti in nazionale ― Polonia | Cronologia completa delle presenze e delle reti in nazionale ― Polonia |
| Data                                                                   | Città                                                                  | In casa                                                                | Risultato                                                              | Ospiti                                                                 | Competizione                                                           | Reti                                                                   | Note                                                                   |
| ---------------------------------------------------------------------- | ---------------------------------------------------------------------- | ---------------------------------------------------------------------- | ---------------------------------------------------------------------- | ---------------------------------------------------------------------- | ---------------------------------------------------------------------- | ---------------------------------------------------------------------- | ---------------------------------------------------------------------- |
| 27-4-2005                                                              | Chicago                                                                | Messico                                                                | 1 – 1                                                                  | Polonia                                                                | Amichevole                                                             | -                                                                      |                                                                        |
| 29-5-2005                                                              | Stettino                                                               | Polonia                                                                | 1 – 0                                                                  | Albania                                                                | Amichevole                                                             | -                                                                      |                                                                        |
| Totale                                                                 |                                                                        | Presenze                                                               | 2                                                                      |                                                                        | Reti                                                                   | 0                                                                      |                                                                        |

## Palmarès

### Club

#### Competizioni nazionali
- Coppa di Polonia: 1

Dyskobolia: 2004-2005
- Football League Championship: 1

West Bromwich: 2007-2008